# Guillaume Guéroult
Guillaume Guéroult, né vers 1507 à Rouen et mort le 7 octobre 1569 à Lyon, est un éditeur, traducteur et poète français.

## Biographie

### Entre Rouen, Paris, Lyon et Genève
Guillaume Guéroult a connu une vie fort agitée. Dans sa jeunesse, il acquiert une bonne connaissance des langues anciennes avant, ses études terminées, de s’initier à l’art de l’imprimerie chez un de ses oncles, Guillaume-Simon Du Bosc, libraire-imprimeur à Rouen. Passé, avec son oncle, à la Réforme vers 1540, Guéroult écrit, à cette époque, des paraphrases des Psaumes et des poésies religieuses qui sont déjà chantées - car ses poésies circulent longtemps en manuscrits - avant d’être recueillies et publiées en 1548 dans ses Chansons spirituelles.
Guéroult quitte Rouen pour vivre de son métier de correcteur dans les villes comme Paris et Lyon, où les imprimeries sont florissantes, comme l’avait fait son oncle, chassé par les tracasseries contre les imprimeurs et les persécutions contre les Réformés. Il a l’occasion de faire valoir les poésies qu’il a déjà composées et c'est l’imprimeur parisien Pierre Attaingnant qui publie sa première œuvre imprimée, le cantique Hélas ! mon Dieu, ton ire s’est tournée vers moy.
Séjournant à Lyon, il se fait apprécier dans ce milieu d’écrivains, de poètes, d’imprimeurs, de graveurs, très actif et réputé à l’époque. Dès ce moment, il prépare, pour le compte de différents libraires, des traductions ou des ouvrages qui ne verront le jour que plus tard.
Vers 1545, il se rend à Genève, probablement à l’appel de son oncle Du Bosc. En 1546, il y publie chez Jean Girard ses traductions du psaume 124 et du Te Deum laudamus à la suite de deux sermons de Jean Calvin. Mais Guéroult ne trouve pas à Genève la liberté qu’il espère et se lie bien vite avec « les Libertins », le parti d’opposition s’élevant contre la tyrannie de Calvin qui corrompt la gaie tradition de Genève. Depuis son retour en 1540, Calvin et son disciple Guillaume Farel avaient dans cette ville une autorité qui augmentait chaque jour avec le nombre de leurs partisans. Voulant faire régner dans la République la morale de l’Évangile telle qu’ils la concevaient, non seulement les écrits et les actes, mais les paroles même de chacun étaient l’objet d’une étroite surveillance de la part des autorités ecclésiastiques et des nombreux espions de Calvin. Guéroult devient l’ami des chefs des jeunes libertins qui courent les tavernes et mènent joyeuse vie, tels le procureur Pierre Vandel et son beau-frère Ami Perrin, l’un des quatre syndics de la cité, qui, après avoir été un chaud partisan de Calvin, en était devenu l’adversaire acharné.
Cette association ne tarde pas à lui valoir des ennuis, il est arrêté et emprisonné, le 22 mars 1549, sur la dénonciation de deux libraires l’accusant d’avoir mal parlé de Calvin, des ministres et des syndics ainsi que de paillardise. Longuement interrogé et finalement renvoyé devant le procureur général Vandel, ce dernier s’emploie en fait à sauver son ami Guéroult. Les deux libraires témoins sont, à tort ou à raison, convaincus de fausses accusations et Guéroult est condamné à une amende pour paillardise tandis que les accusateurs sont emprisonnés. À nouveau arrêté peu de temps après, pour des raisons inconnues, il est, cette fois, condamné et interdit de séjour à Genève pour un temps.

### La première période lyonnaise

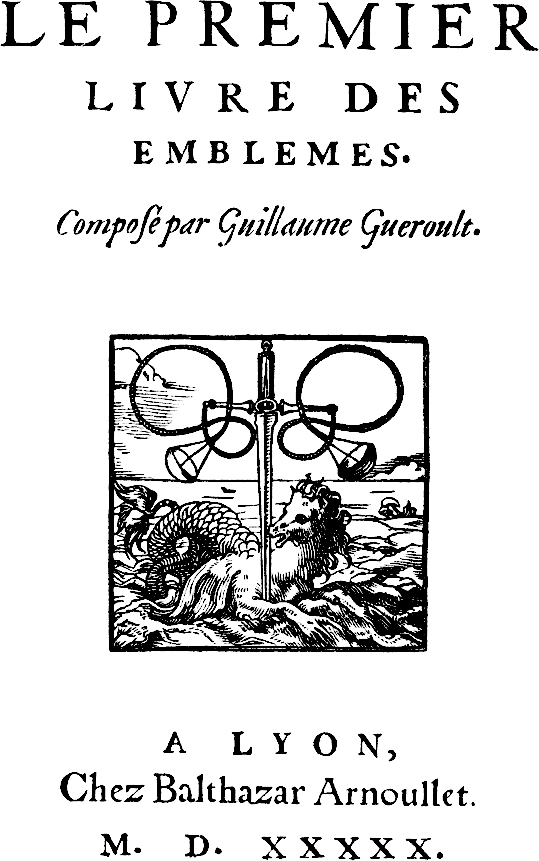
Édition de 1550 des Emblesmes de Guillaume Guéroult.

Quittant Genève, à la fin de 1549 ou au début de 1550, Guéroult vient donc à Lyon où il n’a pas de peine à trouver un emploi. Lyon était alors célèbre par ses imprimeurs, tels Jean I de Tournes, Guillaume Rouillé, les frères Beringen, les Arnoullet et autres, dont la réputation était grande et les travaux admirés. Guéroult s’était déjà trouvé en relation avec plusieurs d’entre eux lors de l'impression de son Premier livre des Chansons spirituelles en 1548.
Le 10 février 1549, Balthazar Arnoullet reçoit du roi le privilège d’imprimer une Histoire et description de tous les animaux, ouvrage qui doit comprendre le Blason des Oyseaux, composé par Guéroult. Arnoullet ayant justement à faire d’importants travaux de traduction et, n’ayant de la langue latine qu’une connaissance insuffisante, il cherche un correcteur expert en cette langue. Il accepte les services de Guéroult, qui commence alors une période de grande activité, étant à la fois correcteur, traducteur, écrivain et poète. Des presses d’Arnoullet sortent, successivement : le Second Livre de la description des animaux, le Premier livre des Emblemes, la traduction des Sentences de Marc Tulle Ciceron, celle de l’Histoire des plantes de Léonard Fuschs en 1550 ; puis, la traduction du Premier tome des Chroniques & gestes admirables des empereurs, le Premier livre des figures et pourtraitz des villes plus illustres et renommees d’Europe en 1552 et, l’année suivante, l’Epitome de la corographie d’Europe, sans compter une fort belle édition de la Bible, chef-d’œuvre des presses Arnoullet, dont il est le correcteur. C’est également au cours de cette période que Guéroult devient le beau-frère de Balthazar Arnoullet en épousant, à Vienne, la sœur cadette de sa femme. À Lyon, il se lie avec Étienne Jodelle.

### L'affaire de laChristianismi Restitutio(1552-1553)

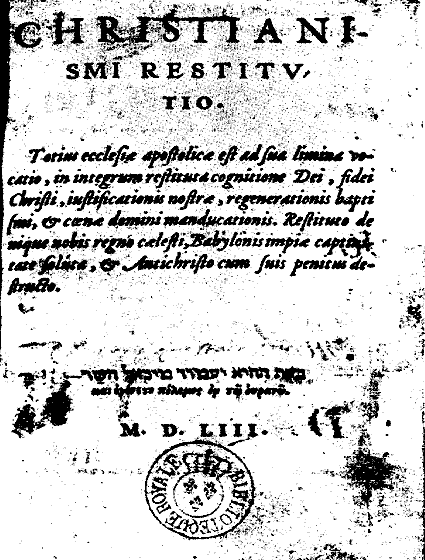
La Christianismi restitutio de 1553.

La production littéraire de Guéroult va cependant subir un temps d’arrêt du fait de son implication dans la querelle entre Michel Servet et de Calvin. À Vienne, où habitait la famille de sa femme, Guéroult avait fait la connaissance du médecin et théologien espagnol qui y vivait tranquillement depuis 1540 sous le nom de Michel de Villeneuve. Ayant été déjà poursuivi pour hérésie en 1538, Servet cherchait vainement un imprimeur pour son fameux ouvrage, Christianismi restitutio. Alors que cette circonstance rend ceux-ci prudents, Guéroult voit dans la publication de la Christianismi restitutio un moyen de se venger de Calvin et propose l’affaire à son beau-frère. Mais Arnoullet, prévoyant beaucoup d’ennuis, hésite à entreprendre la publication du livre, même sans nom d’auteur, ni adresse typographique. Il se résout cependant, après que Servet se soit engagé à assumer tous les frais de la publication, à corriger lui-même les épreuves, à se charger de la vente de l’ouvrage et à payer une gratification de cent écus à Arnoullet et à Guéroult.
Une imprimerie est ouverte à Vienne où Guéroult est envoyé comme chef d’atelier, puis, par précaution supplémentaire, un deuxième atelier, clandestin celui-là, est installé dans une maison écartée de Vienne, où va se faire l’impression du livre de Servet avec le concours de trois ouvriers de confiance. L’impression de l'ouvrage, de 734 pages, est achevée le 3 janvier 1553 sans que personne n’en sache rien à Vienne. Tout va bien jusqu’au jour où, Guéroult, ayant fait transporter l’ouvrage terminé à Lyon chez un ami de Servet chargé de distribuer une partie de l’édition, envoie à Calvin deux exemplaires de l’œuvre.
Jugeant hérétiques nombre des propositions de Servet, Calvin tente d’arrêter la diffusion de l'ouvrage et s’enquiert de son auteur et de sa provenance. Apprenant qu’il est écrit par Servet et qu’il sort des presses de Balthazar Arnoullet, dans l'atelier de Vienne dirigé par Guéroult, Calvin s’empresse de dénoncer l’ouvrage et ses imprimeurs. La justice se saisit de l’affaire et va enquêter à Vienne. Une perquisition a lieu chez Servet le 16 mars 1553 et, le lendemain, chez les imprimeurs. Arnoullet étant alors absent, faisant un voyage à Toulouse, Guéroult est interrogé longuement, l’imprimerie et son domicile sont perquisitionnés. Questionnés séparément, les trois ouvriers nient avoir travaillé à l’impression de la Christianismi Restitutio.
Le 18 mars, les enquêteurs interrogent Arnoullet à son retour de Toulouse, avant qu’il puisse voir son beau-frère et se concerter avec lui. Ses réponses concordant avec celles de Guéroult, l’enquête ne révèle rien et ni Servet ni les imprimeurs ne sont impliqués. Cette solution ne satisfaisant pas la vindicte de Calvin, qui voit dans Servet un hérétique des plus dangereux contre lequel il doit lutter sans répit, il fait parvenir à la justice de nouvelles précisions sur l’impression de l’œuvre incriminée, à la suite de quoi Servet et Arnoullet sont arrêtés à Vienne le 5 avril 1553. Bien qu’il ne soit, cette fois, pas inquiété, Guéroult, craignant qu’on ne découvre son rôle dans l’affaire et qu’on ne l’emprisonne lui aussi, juge prudent de ne pas rester en France et repart à Genève, abandonnant sa femme et son atelier de Vienne.

### A Genève encore (1554-1555)
Il est installé chez son oncle Du Bosc lorsque Servet qui, entre-temps, s’est évadé de la prison de Vienne et a gagné Genève dans l’espoir de se rendre à Naples, est reconnu, arrêté, jugé et condamné au bûcher pour hérésie. Les juges voulant savoir quel avait été le rôle de Guéroult dans l'affaire, ils lui demandent si Guéroult a été le correcteur de son ouvrage. Servet finit par dire qu’il avait lui-même corrigé les épreuves de son livre et que Guéroult n’y avait pas pris part. Malheureusement, Guéroult ayant fait emprisonner son beau-frère Arnoullet pour le règlement de son salaire de correcteur et la liquidation d’un compte de livres en dépôt, ce dernier écrit une lettre de sa prison de Vienne où il se plaint de la conduite de Guéroult à son égard et affirme que celui-ci, qui était le directeur de l’imprimerie de Vienne, avait corrigé la Christianismi restitutio et déclaré vouloir traduire l’ouvrage en français, ajoutant qu’il lui avait également dit beaucoup de mal de Calvin. Produite au procès de Servet, cette lettre détermina un ordre d’arrestation du Petit Conseil de Genève.
Si Guéroult n'est pas inquiété pour avoir collaboré à l’impression de la Christianismi restitutio ni pour avoir médit de Calvin, les juges lui cherchent querelle sur la vie qu’il avait menée à Lyon et à Vienne après son départ de Genève à la fin de 1549. Le Consistoire s’étant informé, il apprend qu’il s'est marié à Vienne selon le rite catholique, qu’il a entendu la messe et qu’il s'est confessé. Devant comparaître devant le Consistoire pour y répondre de ces délits, Guéroult avoue qu’il s'est marié avec une catholique et le regrette, qu’il a en effet entendu la messe et s'est confessé, mais qu’il y a été contraint pour éviter d’être mis à mort. Condamné à un jour d’emprisonnement, il est libéré le lendemain « avec bonnes remonstrances ». L’exécution sur le bûcher de Michel Servet ne met pas pour autant fin aux tracas de Guéroult touchant à la Christianismi restitutio : le 30 octobre, sur la réquisition de Guillaume Farel, le Petit Conseil ordonne une nouvelle fois son arrestation et, le 21 décembre, Guéroult comparait devant le Consistoire où il nie avoir corrigé le livre, accusant à sa place son beau-frère Arnoullet. Le Consistoire, « voyant ses escuses tant frivolles », statue « qu'on le laisse comme il estoit par avant ».
Bien que la question de la correction de la Christianismi restitutio ne soit pas tranchée, Guéroult peut retourner à ses activités éditoriales. Guillaume Du Bosc et un autre imprimeur célèbre de Genève, Jean Girard, avaient obtenu du Conseil le privilège, pour vingt ans, d’imprimer un certain nombre d’ouvrages, notamment des bibles et des psautiers. Or, la mort de Clément Marot avait laissé inachevée la traduction en vers français des Psaumes de David. Du Bosc s’était adressé, pour terminer le travail, à Guéroult. Calvin qui, de son côté, avait sollicité Théodore de Bèze, demanda au Conseil de révoquer le privilège accordé par les syndics à Guillaume Du Bosc. Le Conseil ne fit pas droit à la requête de Calvin et, pendant les mois qui suivirent, ce fut la guerre entre les imprimeurs : Jean Girard, Du Bosc et Guéroult, d’un côté, et de l’autre Conrard Badius soutenu par Calvin, de Bèze et Pierre Viret. Les uns et les autres préparant en secret des épîtres diffamatoires qui devaient paraître en tête des psautiers qu’ils imprimaient, le Conseil empêcha cette publication, mais on a conservé ces vers de Guéroult sur de Bèze :
Qui de Marot, et de Besze les vers
Escoutera pour les meilleurs eslire,
Tout bien compris de long et de travers.
Dire il pourra en les escoutant lire,
Ceux de Marot sont d’Amphion la lyre
Ou du dieu Pan le flageol gracieux ;
Mais ceux de Besze, en françois vicieux,
Rude, fascheux, et contrainct à merveilles.
Donne à Marot le laurier glorieux ;
A Besze quoy ? de Midas les aureilles.
En 1555, Guéroult devient l’associé de son oncle Du Bosc dont il n’a été jusqu’ici que le correcteur. Les livres sortis de leurs presses portent comme marque une main tenant une palme couronnée qu’accompagnait la devise de Guéroult « Victrix patientia » (Patience victorieuse).

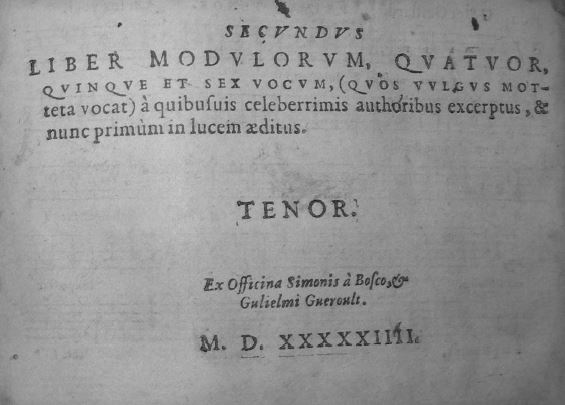
Le Secundus liber modulorum de Genève, 1554.

C'est dans la période 1554-1555 que Simon Du Bosd et Guillaume Guéroult signent plusieurs éditions musicales qui sont, en fait, les premiers exemples importants de l'édition musicale genevoise. Paraissent une série de quatre livres de motets, et trois recueils de chansons spirituelles. Ces collections sont le signe qu'il avait des connaissances musicales solides, ce qui se voit aussi dans le fait que ses chansons spirituelles de 1548 et 1560 ont été mises en musique. On le voit aussi, en 1557, associé à l'imprimeur Robert Granjon pour éditer les œuvres musicales de Barthélémy Beaulaigue.
En 1555, Guéroult est contraint de quitter Genève à la suite de graves événements politiques, les élections de février 1555 ayant été favorables au parti de Calvin et ses amis Perrin et Vandel ayant tenté de les renverser. L’arrestation de Perrin et la condamnation à mort de Vandel étant réclamée, Guéroult s’enfuit avec eux. Le Conseil enjoint le 19 juillet 1555 à son oncle de cesser de nommer son neveu dans les livres qu’il imprimera et ceux qui l’ont connu ou côtoyé sont inquiétés. Du Bosc, de crainte de se voir compromis par son neveu et pour décliner toute solidarité avec lui, ayant fait remettre au Conseil une lettre de son neveu où il déclare son soutien aux fugitifs, Calvin le dénonce au Conseil qui ordonne qu’on se saisisse de sa personne. Le séjour de Genève est donc à jamais interdit à Guéroult.

### Nyon, puis Lyon encore
Il séjourne en différentes localités jusqu’en mai 1556, date à laquelle il demande au Conseil de la ville de Nyon l’autorisation de s’y fixer. Entre-temps, l’association entre l’oncle et le neveu a été rompue non sans contestations de part et d’autre. Pour gagner sa vie, Guéroult rentre, après la mort de son beau-frère Arnoullet en novembre 1556, à Lyon où il reprend son métier de correcteur d’imprimerie et continue, loin de toute agitation politique, son œuvre de traducteur et de poète qui va l’amener à donner chez divers imprimeurs une seconde édition du Premier Livre des figures et pourtraitz des villes (1557), une troisième édition de la traduction de l’Histoire des Plantes de Leonhart Fuchs (1558). Il publie aussi sa traduction du Premier livre des narrations fabuleuses...  de Paléphatos, en 1558.
Au début de 1559, paraît à Lyon une brochure intitulée Épître du Seigneur de Brusquet aux magnifiques et honorés Seigneurs Syndics & Conseil de Genève qui, sous son apparente bonhomie, n’est qu’une suite d’épigrammes faisant allusion aux faits et gestes des seigneurs syndics genevois et de Calvin. Le Conseil et les syndics ne se laissent pas abuser par la signature du « seigneur de Brusquet, premier fol du Roy, et valet de sa chambre, huissier de la Reine, maître de la poste de Paris », qui manie si bien l’ironie et connait fort bien les « magnifiques et honorés Seigneurs » qu’il fustige. Ils soupçonnent immédiatement Guéroult et, s’ils renoncent à demander des poursuites en France, demandent, le 16 mars 1559 qu’il soit arrêté si possible.
Guéroult publie, à cette époque, ses œuvres à Lyon : Hymnes du Temps et de ses parties, chez Jean de Tournes, 1560 ; La Lyre chrestienne, recueil de chansons spirituelles dédié à Marguerite de France, duchesse de Savoie. En 1561, il traduit le Discours de la droicte administration des royaumes et républiques de Mario Cermenati, dédié à la ville de Lyon, qui l’en récompense.
Ayant entrepris un voyage en Suisse en 1562, sa présence est signalée par Viret à Calvin. Le Consistoire de Genève demande, sans suites, aux magistrats de Lyon de le punir pour des méchants propos qu’il aurait tenus contre Calvin. En 1564, il publie un ouvrage illustré, les Figures de la Bible, illustrées de huictains francoys pour l’interprétation et intelligence d’icelles, dédicacées à Catherine de Médicis.

## Œuvres

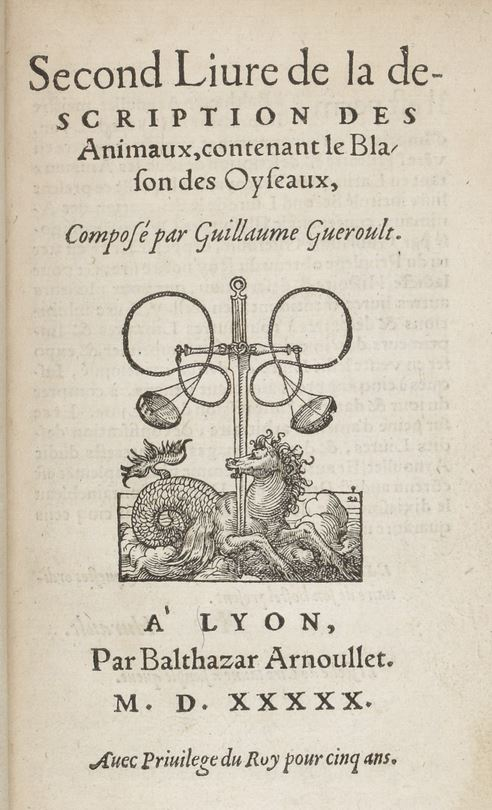
Titre de la Description des animaux de Guillaume Guéroult (Lyon : 1550)

- Epitome gestorum LVIII regum Franciae, a Pharamundo ad hunc usque Christianissimum Franciscum Valesium. Lyon : 1546, 4°.
- Histoire des plantes, mise en commentaires par Léonard Fuchs, médecin, et traduite de latin par G. Guéroult. Lyon : 1550, 4°. Réimprimé en 1551 et 1558.
- Premier livre des chansons spirituelles, nouvellement composées par G. Guéroult, et mises en musique par Didier Lupi Second. Lyon : Godefroy et Marcellin Beringen, 1548). Guillo 1991 n° 23, RISM L 3087. Plusieurs rééditions à Paris et à Lyon.
- Le Premier Livre des emblesmes composé par G. Guéroult. Lyon : Balthazar Arnoullet, 1550. Numérisé sur Google books. Réimp. avec introduction et notes de Vaux de Lancey (Rouen : 1937). Cet ouvrage est précédé d'une biographie développée d'où est tirée une bonne part de la matière du présent article.
- Second livre de la description des animaux contenant le blason des oyseaux. Composé par G. Guéroult. Lyon : Arnoullet, 1550, 8°. Réédité plusieurs fois jusqu'en 1584.
- Apologie pour le Roy, contre les calomnies des imperiaulx, Lyon, Macé Bonhomme, 1551
- Les Sentences de Marc Tulle Ciceron. Ausquelles sont adjoustées plusieurs graves et illustres sentences, recueillies des plus excellens autheurs en la langue latine, traduites d'icelle en rythme françoyse. Par G. Guéroult. Lyon : B. Arnoullet, 1550, 8°. Réimprimé en 1552. Numérisé sur Google books.
- Premier [-Second] tome des Chroniques & gestes admirables des empereurs : avec les effigies d’iceux. Lyon : Balthazar Arnoullet, 1552, 2 vol. 4°.
- Premier livre des figures et pourtraictz des villes plus illustres et renommées d'Europe. Avec les descriptions d'icelles mises en françois, par G. Guéroult. Lyon : 1552. Repris l'année suivante sous le titre d'Épitomé de la corographie d’Europe illustré des pourtraitz des villes plus renommées d’icelle, mis en françoys par Guillaume Guéroult, Lyon, Balthazar Arnoullet, 1553.
- Premier livre des narrations fabuleuses [de Paléphatos], avec les discours de la vérité et histoires d’icelles. Traduict par Guillaume Guéroult. Auquel avons adjousté ancunes œuvres poétiques du mesme traducteur. Lyon : Robert Granjon, 1558. Numérisé sur Google books.
- Épître du Seigneur de Brusquet aux magnifiques et honorés Seigneurs Syndics & Conseil de Genève. Lyon : J. Saugrain, 1559.
- Hymnes du temps et de ses parties. Lyon : Jean I de Tournes, 1560, 4°. Avec des gravures de Bernard Salomon. Numérisé sur Gallica.
- La Lyre chrestienne, avec la Monomachie de David et Goliath [par Joachim Du Bellay], et plusieurs autres chansons spirituelles, nouvellement mises en musique par A. De Hauville. Lyon : Simon Gorlier, 1560, 8°. Numérisé sur E-rara.
- Discours de la droite administration des royaumes et republiques, extrait de la rapsodie du S.I.P. Cermenat millanois (Mario Cermenati). Traduit par G. Guéroult. Lyon : 1561, 4°.
- Figures de la Bible, Lyon : Guillaume Rouillé, 1564. Numérisé sur Gallica.
- Les Fleurs du livre des vertus des herbes, composé jadis en vers latins par Macer Floride et illustré des commentaires de M. G. Guéroult. Le tout mis en françois par M. Lucas Tremblay. Rouen : 1588, 8°.

### LesEmblèmes
Les livres d'emblèmes furent très à la mode pendant tout le XVIe siècle. Après n’avoir désigné que la seule gravure, le sens du mot « emblème » va s’étendre pour s’appliquer également à la poésie qui lui sert de légende ou de commentaire. Andrea Alciato en a composé de très connus, et Guéroult semble s’être spécialisé dans ce genre avec le Blason des Oyseaux (1551), les Hymnes du Temps et de ses parties (1560), enfin les Figures de la Bible (1564), composées sur le même modèle d’une gravure accompagnée d’une courte pièce de vers. Au nombre des emblèmes de Guéroult dont le sujet a été repris par Jean de La Fontaine, on compte Le Coq et le Renard, Le Singe et le Chat, L’Araignée et l’Hirondelle, La Cour du Lion, Les Animaux malades de la peste et L’Astrologue qui se laisse tomber dans un puits.

### Sources
- Enea Balmas, « Tra Umanesimo e Riforma : Guillaume Guéroult, "terzo uomo" del processo Serveto », Montaigne a Padova e altri studi sulla letterature francese del cinquecento. Padova : Liviana edtrice, 1962 (p. 109-223).
- Enea Balmas, « Guillaume Guéroult traducteur des Psaumes », Revue d'histoire littéraire de la France 67 (1967), p. 705-725.
- Enea Balmas, « Le cas de Guillaume Guéroult », L’Emblème à la Renaissance, éd. et intr. Yves Giraud. Paris : 1982, p. 127-135.
- Enea Balmas, « À propos des emblèmes bibliques de G. Guéroult et de G. Simeoni », Revue de littérature comparée 64/4 (1990), p. 645-51.
- Georg Becker, Guillaume Guéroult et ses chansons spirituelles (seizième siècle) : notice biographique & bibliographiques. Paris : Sandoz et Fischbacher, 1880.
- (it) Daniela Boccassini, La Parola riscritta : Guillaume Gueroult, poeta e traduttore nella Francia della Riforma. Firenze : La Nuova Italia, 1985.  (ISBN 88-221-0251-7)
- Laurent Guillo, Les éditions musicales de la Renaissance lyonnaise. Paris : Klincksieck, 1991.
- Marc Honegger, Les chansons spirituelles de Didier Lupi et les débuts de la musique protestante en France au XVIe siècle. Thèse de Lettres : Paris, 1970.
- (en) James Hutton, « Three Notes on French Authors: Desportes, Guéroult, Ronsard », Modern Langage Notes 55 (1940), p. 579-81.